# Ebbenhouten Schoen 1998
De verkiezing van de Ebbenhouten Schoen 1998 werd op 8 mei 1998 gehouden. Eric Addo won de Belgische voetbaltrofee voor de eerste keer. Hij is tot op heden  de enige Ghanees op de erelijst. Hij kreeg de trofee uit handen van Georges Leekens.

## Winnaar

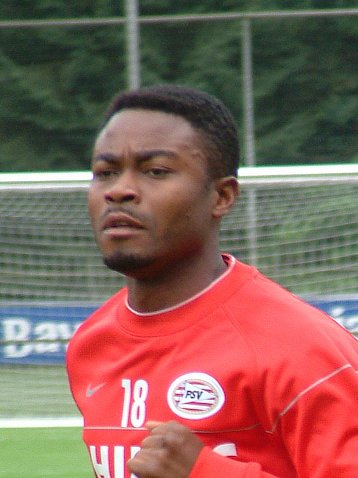
Eric Addo ruilde in 1999 Club Brugge in voor PSV maar kon bij de Nederlandse club nooit doorbreken.

De jonge Eric Addo belandde in 1995 bij Club Brugge. Tijdens het seizoen 1997/98 bloeide hij als verdedigende middenvelder volledig open en veroverde hij met blauw-zwart de landstitel. Addo vormde centraal op het middenveld een belangrijk duo met aanvoerder Franky Van der Elst. Addo kreeg in 1998 naast de Ebbenhouten Schoen ook de prijs voor Jonge Profvoetballer van het Jaar. Trainer Eric Gerets was onder de indruk van de Ghanees en nam hem een jaar later mee naar PSV.

## Uitslag
| Nr.        | Land               | Naam              | Club(s)       | Punten     |
| Finalisten | Finalisten         | Finalisten        | Finalisten    | Finalisten |
| ---------- | ------------------ | ----------------- | ------------- | ---------- |
| 1.         | Vlag van Ghana     | Eric Addo         | Club Brugge   |            |
| 2.         | Vlag van Guinee    | Souleymane Oulare | Racing Genk   |            |
| 3.         | Vlag van Senegal   | Khalilou Fadiga   | Club Brugge   |            |
| 4.         | Vlag van Ivoorkust | Patrice Zéré      | KRC Harelbeke |            |
| 5.         | Vlag van Ghana     | Robert Eshun      | Lommel SK     |            |

1992 · 1993 · 1994 · 1995 · 1996 · 1997 · 1998 · 1999 · 2000 · 2001 · 2002 · 2003 · 2004 · 2005 · 2006 · 2007 · 2008 · 2009 · 2010 · 2011 · 2012 · 2013 · 2014 · 2015 · 2016 · 2017 · 2018 · 2019 · 2020 · 2021 · 2022 · 2023 · 2024